# Arboretum Morgan
L'Arboretum Morgan és un arborètum de 245 hectàrees que es troba al campus Macdonald de la Universitat McGill a Sainte-Anne-de-Bellevue, a l'extrem occidental de l'illa de Mont-real, Quebec, Canadà. L'Arborètum és una àrea forestal i recreativa d'ús mixt, amb una extensa xarxa de senders per caminar, esquiar i caminar amb raquetes de neu que sumen uns 25 km.

## Història
La Universitat McGill va adquirir la propietat el 1945 i, gràcies al treball de Robert Watson i el seu fill, John Watson, l'Arborètum ha continuat sent una àrea gestionada, d'ús mixt, utilitzada amb finalitats de conservació, estudi acadèmic, recreació i gestió forestal.

## Flora i fauna
L'Arboretum Morgan conté 40 espècies d'arbres autòctons, com ara el faig americà, l'auró de sucre, la noguera blanca americana, la noguera amarga, l'om americà i el cirerer americà. També acull més de 170 espècies d'aus migratòries i hivernals, 15 espècies de rèptils i amfibis i 30 espècies de mamífers.

## Gestió

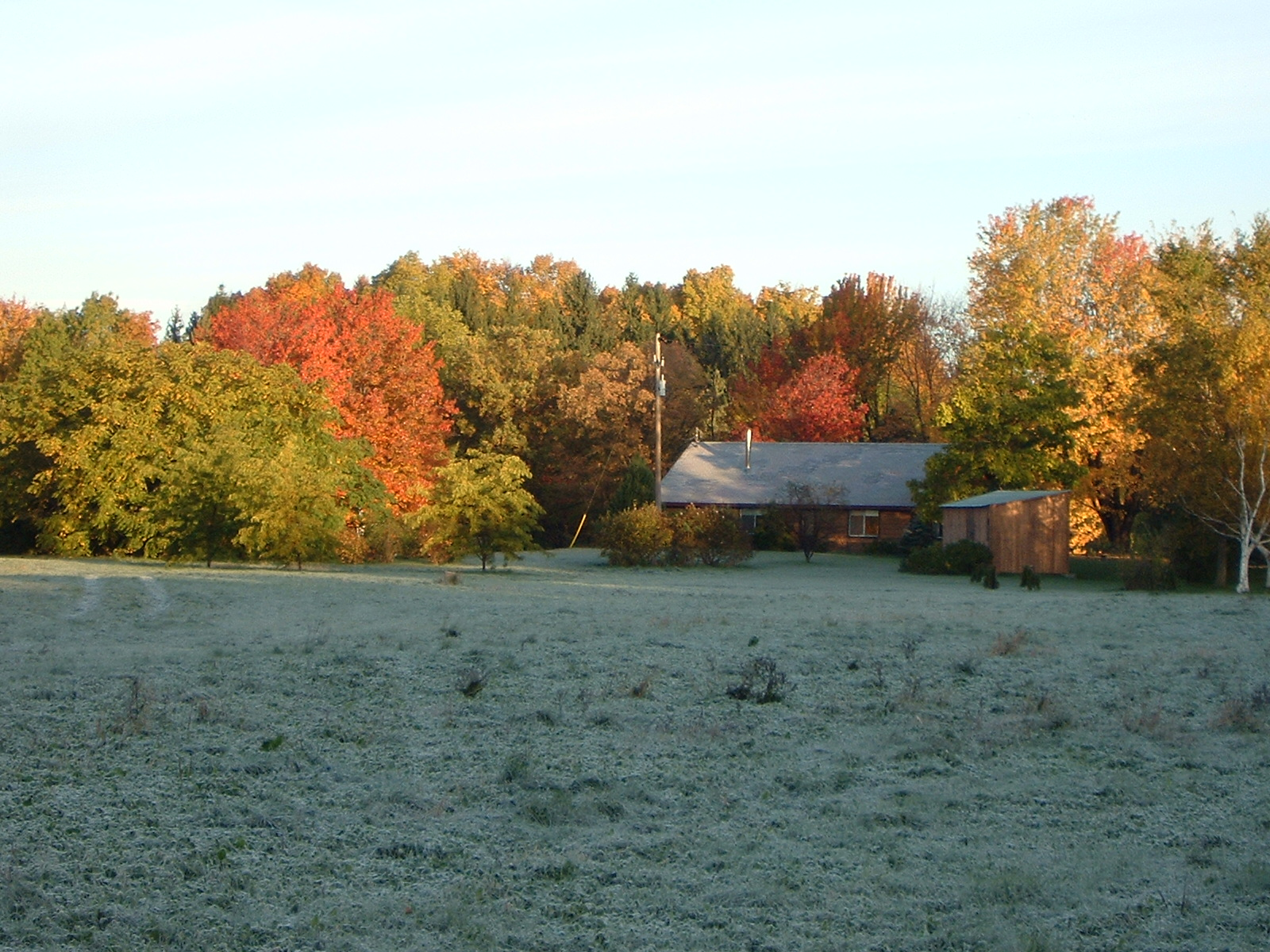
El centre de conservació

L'Arboretum Morgan compta amb el suport tant de la Universitat McGill com d'una organització benèfica, la Morgan Arboretum Association. Hi ha membres anuals disponibles i hi ha una organització de membres activa, Friends of the Morgan Arboretum, que comptava amb 2000 membres a partir del 2010. Els visitants són benvinguts i se'ls cobra una quota d'entrada.